# Kockarnica
Kockarnica, igračnica ili casino (kasino) je tvrtka u kojoj su uz određenu koncesiju dozvoljene određene vrste igara na sreću.
Obično su povezane ili se nalaze u blizini hotela, restorana ili prodavaonica. Obično se igra s posebnim žetonima koji se mogu kupiti unaprijed. Igrač pri napuštanju casina preostale žetone može zamijeniti za pravi novac. Najpoznatije kockarnice su u Monte Carlu, Las Vegasu ili u Atlantic Cityju.

## Povijest
Riječ "casino" dolazi iz venecijanskog jezika i izvorno označava privatne prostorije mletačkih plemića u blizini Duždeve palače, gdje su oblačili službene odore, kojima su morali biti odjeveni na sastancima Velikog vijeća kao službenici ili kao tijela državne uprave. Inače riječ casino dolazi od riječi casa (kuća).

## Pristup
U većini zemalja pristup imaju samo punoljetne osobe s važećom identifikacijskom ispravom. Pozornost se posvećuje i na urednu odjevenost posjetitelja. Obično je stanovnicima mjesta u kojem se nalazi casino zabranjen pristup zbog opasnosti ovisnosti o kockanju.

## Statistika
Statistička vjerojatnost matematički određuje da je kasino u svakom trenutku u prednosti nad igračima. 

## Kriminal
Jedno područje kontroverze casina je njihov odnos prema stopi kriminala. Brojni protivnici kasina tvrde da kasina pridonose i nastanku kriminala.
Pobjede pri kockanju uglavnom se ne oporezivaju, tako da se casino može zloporabljivati i za pranje novca.

## Igre na sreću
- Baccara
- Bingo
- Black Jack
- Craps
- Slot Machine
- Poker
- Easy Poker
- Videopoker
- Red Dog
- Rulet
- Sic Bo

## Vanjske poveznice
|  | Zajednički poslužitelj ima još gradiva o temi Kockarnice |